# Kovácsvágás
Kovácsvágás is een plaats (község) en gemeente in het Hongaarse comitaat Borsod-Abaúj-Zemplén. Kovácsvágás telt 647 inwoners (2001).